# Тяга Панара
Тяга Панара — элемент конструкции автомобильной подвески, реактивная штанга, препятствующая перемещениям оси (моста) в зависимой подвеске колёс в поперечном направлении. Первоначально была изобретена инженерами французской фирмы Panhard-Levasseur в начале XX века, и с тех пор находит широкое применение в автотранспорте.
При работе зависимой подвески автомобиля, с одной стороны, должно обеспечиваться движение моста в вертикальном направвлении, а с другой — должны быть максимально ограничены его продольные и поперечные перемещения, приводящие к изменениям установочных параметров шасси автомобиля и, в конечном итоге, ухудшению его управляемости, снижению активной безопасности.
Тяга Панара служит для уменьшения перемещения моста в поперечном направлении под воздействием направленной вбок силы реакции дороги, возникающей при повороте и перестроении, не мешая ему при этом двигаться вверх-вниз, обеспечивая рабочий ход подвески. Она представляет собой поперечную тягу, которая одним из своих концов шарнирно закреплена на раме или кузове автомобиля, а противоположным — на балке моста. Шарниры на её концах имеют только одну степень подвижности, обеспечивая движение моста в вертикальном направлении при работе подвески, поперечное перемещение моста при этом практически исключено.
Тем не менее, в пружинной подвеске тяга Панара, эффективно устраняя поперечный увод моста, всё же не способна полностью контролировать его продольные перемещения при разгоне и торможении, поэтому в этом случае абсолютно необходимы также продольные направляющие рычаги, либо один А-образный рычаг — дышло.
В рессорной подвеске тяга Панара на серийных автомобилях из экономических соображений обычно не применяется, так как рессоры сами по себе способны в определённой степени контролировать как продольные, так и поперечные перемещения моста. Тем не менее, в случае установки на такую подвеску тяга Панара даёт существенное улучшение поведения автомобиля на дороге, компенсируя свойственную рессорам податливость в поперечном направлении, поэтому она часто применяется в тюнинге автомобилей с рессорной подвеской, например американских маслкаров.
Более совершенным устройством, хотя и похожим по принципу действия на тягу Панара, является механизм Уатта, который практически полностью устраняет боковое смещение моста при любых ходах подвески.
Тяга Панара конструктивно проще механизма Уатта, но имеет по сравнению с ним тот недостаток, что мост, на котором она установлена, будет двигаться относительно кузова по дуге, радиус которой равен длине тяги Панара. Поэтому при её установке произвольное перемещение моста в поперечном направлении под воздействием сил реакции дороги заменяется на меньшее, но всё же ощутимое поперечное перемещение при рабочих ходах подвески, обусловленное уже самой тягой Панара. Если тяга слишком коротка, то при больших ходах подвески это смещение будет уже заметно негативно влиять на управляемость автомобиля. Поэтому тяга Панара менее желательна для автомобилей с узкой колеёй и большими ходами подвески. Существует усовершенствованный вариант тяги Панара с двумя реактивными штангами — одной идущей от кузова к точке соединения с другой штангой, второй — от точки соединения к балке моста, который этого недостатка практически лишён.
Кроме того, в некоторых вариантах компоновочных схем, например, на внедорожниках Land Rover, использование механизма Уатта на переднем ведущем мосту оказывается невозможным, поэтому вместо него приходится применять тягу Панара.